# 나가토경고번역
나가토경고번역(長門警固番役, ながとけいごばんやく)은 일본 가마쿠라 막부(鎌倉幕府)가 몽골(원)의 침공에 대비해 당시의 나가토국(長門国, 특히 간몬 해협 주변 연안)의 게고(警固)를 위해 임명한 번역(番役, 수자리)이다. 규슈(九州)에 설치되었던 이국경고번역(異国警固番役)와 같은 역할을 수행하였다.

## 개요
제1차 일본 원정(일본명 분에이의 역文永の役)을 겪고 가마쿠라 막부는 나가토 지역의 고케닌(御家人)들에게 현지에서 있을 몽골로부터의 침공에 대비하기 위해 고케닌들이 돌아가면서 현지의 군사적 방비(병력 동원 및 방어 시설 수리)를 맡는 경고번역(警固番役)을 명하였다. 겐지(建治) 원년 5월 12일(1275년 6월 7일) 나가토의 고케닌만으로는 부족하다는 이유로 나가토와 같은 산요도(山陽道)에 속해 있는 인근 스오(周防) ・ 아키(安芸)의 고케닌들에게도 나가토 경고번역에 동참할 것을 명하였으며, 나아가 여드레 뒤에는 빈고(備後)에 대해서도 같은 명령을 내렸다. 이들은 나가토 단다이(長門探題) 등의 통할 아래 설치되어 각기 순번을 짜서 교대로 바닷가 및 군사적 요충지에서의 경고를 맡았다.
또한 겐지 2년 8월 24일(1276년 10월 3일)에는 산요도에 속한 나머지 4개 구니(国) 즉 하리마(播磨) ・ 비젠(備前) ・ 빗추(備中) ・ 미마사카(美作) 및, 난카이도(南海道)에 속한 6개 구니에 대해서도 나가토 경고에 동참하라는 명령이 내려졌다. 또한 이미 동원되어 있던 나가토 국 등을 포함한 대상 구니에 소재한 구게(公家)나 지샤(寺社) 소유의 영지 등 「혼쇼레이」(本所領)에 속해 있던 비(非)고케닌 무사들에 대해서도 나가토 경고 동원을 명하였다. 이러한 명령에 대해서는 이미 고케닌이 동원되어 있었던 아키 국의 슈고(守護) ・ 다케다 노부토키(武田信時)에 대한 어교서(御教書)가 남아 있고, 또한 이즈모 다이샤(出雲大社)와 관련이 있는 『이즈모 다이샤 천가문서』(出雲大社千家文書)에도 이즈모 다이샤에 속한 사람들이 나가토 국에 있는 석축지구(石築地構) 즉 원구방루를 수축하는데 동원되었다는 것이 기록되어 있다.
이러한 조치는 이후 제2차 일본 원정(일본명 고안의 역弘安の役) 이후에도 유지되었고, 일부는 가마쿠라 막부가 멸망한 뒤에도 존속되었다.

## 참고 문헌
- 川添昭二「長門警固番」（『国史大辞典 10』（吉川弘文館、1989年） ISBN 978-4-642-00510-4）
- 五味克夫「長門警固番役」（『日本史大事典 5』（平凡社、1993年） ISBN 978-4-582-13105-5）

## 같이 보기
- 원나라의 일본 원정
- 원구방루
- 진제이 단다이
- 이국경고번역